# Shadow the Hedgehog (personage)
Shadow the Hedgehog (シャドウ・ザ・ヘッジホッグ, Shadō Za Hejjihoggu) is een personage uit de Sonic the Hedgehog-franchise. Hij is net als Sonic een antropomorfe egel. Hij is een rivaal van Sonic, en speelt vaak de rol van een antiheld.

## Personage

### Geschiedenis
Shadow is een kunstmatige levensvorm gemaakt door Dr. Gerald Robotnik, de grootvader van Dr. Eggman. Zijn verleden werd geheel onthuld in het spel Shadow the Hedgehog. Shadow was Gerald’s eerste succesvolle poging tot het maken van “de ultieme levensvorm”. Shadow werd gecreëerd aan boord van een ruimtestation. Kort na zijn creatie werd hij goede vrienden met Gerald’s kleindochter, Maria. Maria kwam om het leven toen militairen achter haar en Shadow aan zaten in het station om Gerald te arresteren. Geschokt door de dood van zijn kleindochter liet hij Shadow op de militairen af gaan om wraak te nemen.
50 jaar later werd Shadow in bevroren toestand gevonden door Dr. Eggman. Shadow deed alsof hij met Eggman meewerkte om alle chaosdiamanten te verzamelen, maar nadat hij ze had gebruikte hij hun macht om het ruimtestation waarin hij was gemaakt op de aarde af te laten vliegen. Net op tijd kon Amy Rose Shadow eraan herinneren dat Maria hem had gevraagd de aarde te beschermen. Samen met Sonic stopte hij het ruimtestation.
Hij zou eigenlijk alleen voorkomen in Sonic Adventure 2 maar de fans vonden Shadow The Hedgehog een heel goede bijvoeging aan de Sonic the Hedgehog franchise.

### Persoonlijkheid
Shadow is een broeierige eenling. Hij handelt meestal met een koele en zakelijke onverschilligheid, waarbij hij slechts af en toe zijn kwetsbare kant laat zien. Hij wordt zelden gedurende langere tijd met anderen gezien en distantieert zich gewoonlijk van in wezen iedereen. Hij is meestal bot en spreekt niet veel, maar hij weet altijd precies wat hij moet zeggen in de strijd. Shadow bluft echter nooit. Als hij een bedreiging maakt, is hij van plan deze uit te voeren. Shadow is de duistere incarnatie van Sonic the Hedgehog. Hij is erg sluw, en staat bekend als een van de meest gewelddadige personages in de franchise. Als hij eenmaal een doel voor ogen heeft, doet hij alles om dat doel te bereiken. Hij is serieus, en bijna nooit vrolijk. Ook is hij erg op zichzelf en niet zo sociaal als Sonic. Hij wordt dan ook niet graag vriend genoemd. Als iemand hem boos maakt, kan hij erg agressief worden. Toch is hij ook een held die zijn leven waagt en mensen of vrienden redt of beschermt. Shadow vindt het ook niet erg om op te scheppen over hoe krachtig hij is, zichzelf de 'Ultimate Lifeform' te noemen en, net als Sonic, extreem arrogant kan zijn, zijn tegenstanders vaak kleineert en hun gebrek aan kracht beledigt. Hij gelooft dat niemand hem kan verslaan en ziet iedereen als een dwaas om hem uit te dagen. Shadow heeft ook een meedogenloze en meedogenloze voorsprong in de strijd die alle andere personages in de serie missen en vertoont een natuurlijk "moordenaarsinstinct". Shadow's beruchte meedogenloosheid en agressie leiden tot angst en nervositeit die personages verhindert zijn onwankelbare intentie of pure kracht in de strijd. Talloze personages uit de Sonic-serie hebben absolute angst getoond om Shadow tegen te komen. De vijanden van Shadow behandelen hem nooit lichtvaardig; hij is een van de weinige mensen die Sonic serieus neemt. Naast zijn donkere en gewelddadige houding, kan Shadow zelfvoldaan en koppig zijn. Hij behandelt anderen op een zeer ongevoelige manier, gooit naar zijn mening hoe koud het ook is en geeft niet om wat de reactie ook is. Shadow wordt ook getoond met een scherp verstand, zoals in Sonic Adventure 2, waar nadat Sonic hem een faker noemt, hij antwoordt dat Sonic het niet waard is om als nep te worden beschouwd, en in Shadow the Hedgehog, hij spot met Black Doom's oog voor het hebben van problemen met GUN.

### Krachten en Vaardigheden
Shadow is gemakkelijk in staat om de vaardigheden van Sonic te matchen in zowel snelheid als kracht. Hoewel hij niet zo sterk is als personages als Knuckles the Echidna, heeft Shadow bovenmenselijke kracht; met moeite kan hij met één hand grote objecten vele malen zijn gewicht en omvang omverwerpen, zoals vrachtwagens, bussen en grote betonplaten. Shadow heeft meer kracht dan Sonic, dat houdt in dat hij veel harder slaat en schopt dan Sonic. Net als andere personages in de serie kan Shadow ook met supersnelheden bewegen en kan het zelfs de snelheid van Sonic evenaren, die met hypersonische snelheden kan rennen. Terwijl Shadow's Air Shoes worden gecrediteerd als de bron van zijn snelheid, stelt zijn krachtige lichaam hem in staat om ook gemakkelijk de snelheid van wereldklasse van Sonic te evenaren. Hoewel er enige inconsistentie is over hoe snel de twee met elkaar worden vergeleken, wordt meestal gezegd dat ze volledig gelijk zijn. Shadow is extreem acrobatisch, behendig en een ervaren atleet die in staat is om gracieus over obstakels te springen die hem tegenkomen en verschillende vormen van behendige bewegingen uitvoert. Hij heeft een radicale reactietijd die bij zijn bewegingen past en binnen een fractie van een seconde op gevaar kan reageren. Shadow heeft een ongelooflijke veerkracht tegen schade en kan anderszins dodelijke situaties overleven, zelfs volgens de normen van bovenmenselijke wezens, waardoor hij bijna onverwoestbaar is. Hij is ongevoelig voor kogels en kan in de strijd veel zware schade oplopen voordat hij begint te slijten. Het meest prominente bewijs van zijn duurzaamheid was echter in Sonic Adventure 2 toen Shadow zijn val naar de aarde vanuit de ruimte overleefde en opnieuw in de atmosfeer terechtkwam voordat de robots van Eggman hem redden. Ondanks dit te hebben overleefd, heeft de ervaring hem voldoende lichamelijk trauma nagelaten om hem geheugenverlies te bezorgen. Zelfs nadat hij grote schade heeft opgelopen, vertoont Shadow een opmerkelijk snel herstelpercentage( genezende krachten), waardoor hij binnen enkele ogenblikken snel weer opstaat. Shadow is onsterfelijk, en niemand weet hoe oud hij is, en hij wordt niet ouder. 

#### Combat skills
In de strijd is Shadow een dodelijke kracht die maar weinigen kunnen verslaan. Hij houdt zijn enorme kracht nooit tegen, waardoor hij een meedogenloze jager is met een duidelijk moordenaarsinstinct. Shadow's vaardigheden zijn meer dan een match voor zelfs de sterkste in de serie en hebben enkele van de meest angstaanjagende vijanden van de serie alleen kunnen verslaan, zoals Black Doom. Om zijn vaardigheden het beste in perspectief te plaatsen, zoals te zien is in sommige van de scenario's in Shadow the Hedgehog-game, is Shadow een van de weinige individuen die Sonic in de strijd heeft kunnen verslaan, zelfs toen Sonic de Diablon ter ondersteuning had. Shadow slaagde er zelfs in om Emerl te verslaan in de strijd, toen hij alle zeven chaos-smaragden had, nadat Shadow hem de laatste had gegeven.

#### Chaos Powers
Shadow is van nature in staat om gebruik te maken van de mysterieuze krachten van alle nabijgelegen Chaos Emeralds om hun chaos-energie te gebruiken om zichzelf te bekrachtigen en kan ook een grote verscheidenheid aan "Chaos Powers" gebruiken. Hij kan de meeste van zijn Chaos Powers gebruiken zonder Chaos Emerald. Schaduw kan zowel positieve als negatieve chaos-energie gebruiken, afhankelijk van zijn gemoedstoestand. Zijn Chaos Powers zijn zo krachtig dat hij, als hij zijn beperkingen opheft, een wandelende dynamo van pure kracht wordt, die zulke enorme hoeveelheden aangeboren energie vrijgeeft dat het een ondoordringbare barrière om hem heen vormt. In deze staat wint Shadow meer kracht en snelheid, genoeg om honderden Mephiles the Dark-klonen tegelijk te overmeesteren. Het gebruik van zijn volle kracht vermoeit hem echter sneller. Shadow's handelsmerk Chaos Power is Chaos Control en is waarschijnlijk de meest bedreven gebruiker ervan in de serie, nadat hij het tot in de perfectie onder de knie heeft. Met Chaos Control kan hij ruimte en tijd manipuleren om de tijd te vertragen en door de ruimte te verdraaien, en hij kan het subtiel genoeg gebruiken om de ruimte te vervormen in kleine gecentraliseerde gebieden, zoals rond zijn vuisten of in de lucht. Bovendien kan hij Chaos Control omvormen tot verschillende aanvallende en verdedigende bewegingen en kan hij het zelfs gebruiken om zichzelf te genezen. Het is onbekend wat Shadow's volledige limiet voor het vervormen van tijd en ruimte met Chaos Control is, maar er is aangetoond dat hij objecten en mensen met hem de ruimte in kan trekken. Zoals beschreven in Shadow the Hedgehog, nemen alle Chaos Powers van Shadow toe in kracht met het aantal Chaos Emeralds dat hij bezit. Shadow zei in Sonic Battle dat hij de enige is die de ware kracht van de Chaos Emeralds kan gebruiken. Bovendien kan hij kracht putten uit de smaragden zonder fysiek contact te maken.

#### Vechtstijl
De vechtstijl van Shadow richt zich op brute, ongeremde en krachtige gevechten van man tegen man. In overeenstemming met zijn aard en krachtige vaardigheden, heeft Shadow een vechtstijl aangenomen waarbij hij zijn tegenstanders bestrijdt met krachtige slagen, zoals karate karbonades, snelle stoten en roundhouse kicks. Met de snelheden waarmee Shadow kan bewegen, kan hij de tegenstander uitschakelen door de kracht van zijn slagen alleen, waardoor hij overgeleverd wordt aan zijn binnenkomende aanvallen. 

## Incarnaties

### Computerspellen
Shadow maakte zijn debuut in het spel Sonic Adventure 2. Daarna heeft hij in veel spellen een rol gespeeld, waaronder Sonic Heroes, Sonic Battle, Sonic Rivals, Sonic Riders, Sonic the Hedgehog (2006), Sonic Free Riders, Sonic Rivals 2, Sonic Chronicles: The Dark Brotherhood, Sonic Riders: Zero Gravity, Mario & Sonic op de Olympische Spelen, Sonic Generations, Mario en Sonic op de Olympische spelen Londen 2012 en Mario en Sonic op de Olympische winterspelen Sochi 2014.
Shadow heeft ook zijn eigen computerspel.

### Sonic X
Shadow deed mee in de animeserie Sonic X. Zijn achtergrondverhaal in deze serie is vrijwel gelijk aan die in de spellen. Ook in deze serie vecht hij eerst mee met Eggman, maar herinnert zich later zijn belofte aan Maria en helpt Sonic om het neerstortende ruimtestation te stoppen. Hierna verdwijnt hij spoorloos.
Shadow keert weer terug in het derde seizoen van de serie, nu zonder herinneringen aan zijn verleden of de gebeurtenissen uit seizoen 2. In het laatste gevecht vecht hij samen met Sonic tegen de Meterex. Als cliffhanger verdwijnt Shadow hierna weer.

### Strip
Shadow doet mee in de stripserie Sonic the Hedgehog van Archie Comics. In de strip is hij voortdurend op zoek naar de waarheid achter zijn creatie. Hij werkt zowel samen met Sonic als met Dr. Eggman. Ook doet hij mee in de strip serie Sonic Comix, een strip waar het leven van Sonic, Tails, Knuckles, Silver, Amy, Cream, Vector en Shadow helemaal op zijn kop staat.